# Pagnoz
Pagnoz ist eine französische Gemeinde im Département Jura in der Region Bourgogne-Franche-Comté. Sie gehört zum Arrondissement Dole und zum Kanton Mont-sous-Vaudrey. 
Die Nachbargemeinden sind Port-Lesney im Norden, Grange-de-Vaivre im Nordosten, La Chapelle-sur-Furieuse im Osten, Marnoz im Süden, Aiglepierre im Südwesten und Mouchard im Westen.

## Bevölkerungsentwicklung
| Jahr                       | 1962 | 1968 | 1975 | 1982 | 1990 | 1999 | 2008 | 2017 |
| -------------------------- | ---- | ---- | ---- | ---- | ---- | ---- | ---- | ---- |
| Einwohner                  | 125  | 138  | 218  | 241  | 216  | 225  | 234  | 230  |
| Quellen: Cassini und INSEE |      |      |      |      |      |      |      |      |

|  |  |